# Margot Benz
Margot Benz (* 20. April 1963; heimatberechtigt in Marbach) ist eine Schweizer Politikerin (Grüne).

## Leben
Margot Benz schloss 1988 an der Höheren Fachschule für Sozialarbeit HFS in Bern (heute BFH) eine Ausbildung zur Sozialarbeiterin ab und war anschliessend in der Sozialarbeit und von 1999 bis 2004 als Geschäftsleiterin des Verkehrsclub VCS St. Gallen tätig. 2009 schloss Margot Benz ein Studium der Rechtswissenschaft an der Universität St. Gallen ab und erlangte 2013 das Anwaltspatent des Kantons St. Gallen. Seit 2011 ist sie im Advokaturbüro Jacober Bialas & Partner in St. Gallen tätig, seit 2013 als selbstständige Rechtsanwältin. Margot Benz lebt in St. Gallen.

## Politik
Margot Benz wurde bei den Wahlen 2020 in den Kantonsrat des Kantons St. Gallen gewählt. Sie ist seit 2020 Mitglied der Rechtspflegekommission und Mitglied der Kerngruppe der Parlamentarischen Gruppe Sicherheit, seit 2021 Mitglied der Interessengruppe Öffentlicher Verkehr und seit 2023 Mitglied der Interessengruppe Natur und Umwelt.
Margot Benz ist Vorstandsmitglied der Grünen Stadt und Wahlkreis St. Gallen. Sie ist Rechtsberaterin des VCS St. Gallen und Vertrauensanwältin des Verbands des Personals öffentlicher Dienste VPOD Ostschweiz.